# Oxymycterus
Oxymycterus (Waterhouse, 1837) è un genere di roditori della famiglia dei Cricetidi.

## Descrizione

### Dimensioni
Al genere Oxymycterus appartengono roditori di piccole dimensioni, con lunghezza della testa e del corpo tra 93 e 170 mm, la lunghezza della coda tra 70 e 145 mm e un peso fino a 125 g.

### Caratteristiche craniche e dentarie
Il cranio è lungo e stretto, con le ossa nasali che si estendono in avanti a formare un piccolo canale osseo a forma di tromba. I fori palatali sono molto lunghi. Gli incisivi superiori sono opistodonti, ovvero con le punte rivolte verso l'interno della bocca, i molari sono stretti e con la corona alta. Il terzo è circa la metà degli altri.
Sono caratterizzati dalla seguente formula dentaria:

### Aspetto
La pelliccia è densa e talvolta ispida e brillante. Le parti dorsali sono generalmente brunastre, mentre le parti ventrali variano dal giallo-brunastro al bianco-grigiastro. Il muso è lungo ed affusolato, gli occhi e le orecchie sono piccoli. Le zampe sono lunghe e sottili e ricoperte dorsalmente di corti peli, gli artigli sono lunghi e robusti. Le piante sono provviste di sei cuscinetti carnosi. La coda è più corta della testa e del corpo. Le femmine hanno 4 paia di mammelle. È presente la cistifellea.

## Distribuzione
Il genere è diffuso nell'America meridionale, dal Perù centrale fino all'Argentina nord-orientale.

## Tassonomia
Il genere comprende 16 specie.
- Oxymycterus amazonicus
- Oxymycterus caparoae
- Oxymycterus dasytrichus
- Oxymycterus delator
- Oxymycterus hiska
- Oxymycterus hucucha
- Oxymycterus inca
- Oxymycterus josei
- Oxymycterus juliacae
- Oxymycterus nasutus
- Oxymycterus nigrifrons
- Oxymycterus paramensis
- Oxymycterus quaestor
- Oxymycterus roberti
- Oxymycterus rufus
- Oxymycterus wayku